# Azionaria Vercellese Industrie Aeronautiche
Pour les articles homonymes, voir Avia.
Azionaria Vercellese Industrie Aeronautiche (AVIA) est une entreprise de construction aéronautique italienne fondée en 1938 à Verceil sous la dénomination Anonima Vercellese Industria Aeronautica par le pilote italien Francis Lombardi et quelques amis pour produire en série le biplace FL.3. La production de cet appareil reprit en 1945, quelque 400 exemplaires au total étant construits.

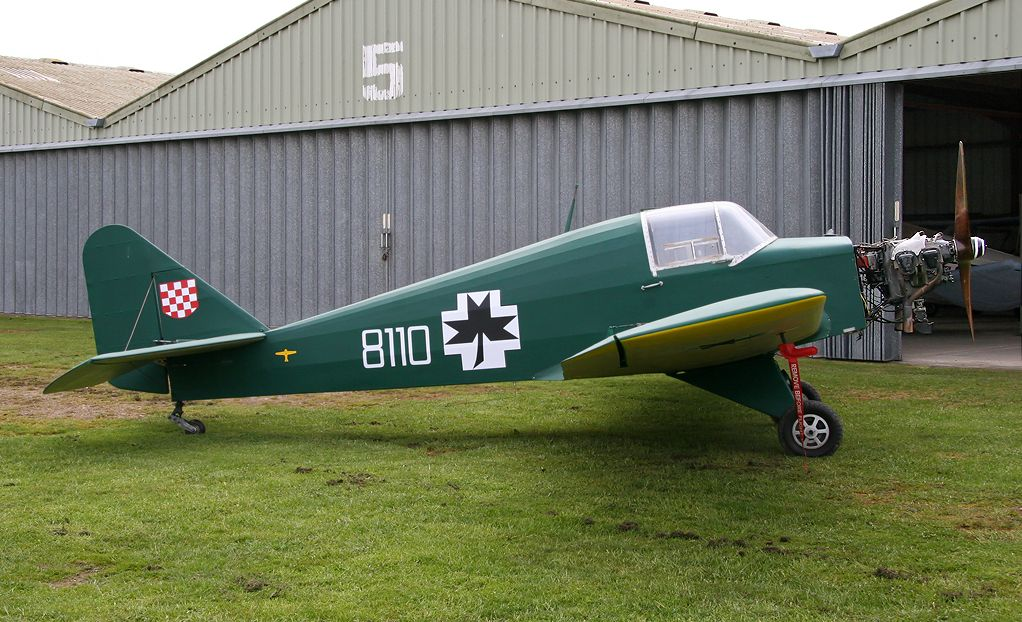
Un AVIA FL3

En 1947, AVIA devint Francis Lombardi & Cie, poursuivant la production des FL.3 et LM.5 puis réalisant en 1949 un nouvel appareil, le LM-7 (en), qui ne dépassa pas le stade du prototype. En 1953, le capital de Francis Lombardi & Cie fut racheté par Meteor S.p.A.